# Tomomichi Nishimura
Tomomichi Nishimura (jap. 西村 知道 Nishimura Tomomichi;  ur. 2 czerwca 1946 w Chiba) – japoński seiyū.

## Życiorys
Tomomichi Nishimura urodził się 2 czerwca 1946 roku w Chiba w Japonii. Swoją karierę jako aktor seiyū rozpoczął w 1977 roku w wieku 31 lat, podkładając głos pod Torajiro Aranami w serialu anime Chogattai majutsu robot Ginguiser.
W późniejszym czasie Nishimura użyczył głosu innym bohaterom, m.in. Behemothowi w Beelzebub, Edwardowi „Elderowi” Hamiltonowi w Chrono Crusade, szefowi Konoe w Descendants of Darkness, Inspektorowi Yamagishiemu w Domain of Murder, Moebiusowi w Fresh Pretty Cure!, Richardowi Mardukasowi w Full Metal Panic!, Yūichiemu Tachibana w Initial D, Howardowi Glassowi w Macross Frontier oraz dziadkowi Rei w Czarodziejce z Księżyca.
Nishimura należy do agencji Arts Vision.

## Wybrana filmografia
- Chogattai majutsu robot Ginguiser – Torajiro Aranami
- Beelzebub – Behemoth
- Chrono Crusade – Edward „Elder” Hamilton
- Descendants of Darkness – szef Konoe
- Domain of Murder – inspektor Yamagishi
- Fresh Pretty Cure! – Moebius
- Full Metal Panic! – Richard Mardukas
- Initial D – Yūichi Tachibana
- Macross Frontier – Howard Glass
- Czarodziejka z Księżyca – dziadek Rei
- Tekkonkinkreet – Fujimura
- Samurai Champloo – Kikuzō
- Naruto the Movie 3: Guardians of the Crescent Moon Kingdom – Ringleader
- Baccano! – Barnes
- Emma – Al